# Paul Bahlmann
Paul Bahlmann (* 19. April 1857 in Neustadt in Oberschlesien; † 15. September 1937 in Münster) war ein deutscher Bibliothekar und Volkskundler. Er gilt als einer der Begründer der westfälischen Heimatbewegung.

## Leben
Paul Bahlmann war Sohn des preußischen Politikers Wilhelm Bahlmann und studierte Naturwissenschaft in Berlin und Göttingen und beschäftigte sich später mit den Agrarwissenschaften. Von 1882 bis 1884 war er im Schuldienst tätig. Er promovierte 1885 in Erlangen. Ab 1886 war er in der Bibliotheca Paulina in Münster tätig und wandte sich der Literatur und Heimatgeschichte zu. Er wurde 1894 zum Bibliothekar, 1898 zum Professor, 1902 zum Oberbibliothekar und schließlich zum Oberbibliotheksrat ernannt.
1896 war er einer der Gründungsmitglieder der Historischen Kommission für Westfalen. Bahlmann war Mitarbeiter der Allgemeinen Deutschen Biographie. Für seine Leistungen als Hauptmann im Ersten Weltkrieg wurde er mit dem Eisernen Kreuz ausgezeichnet.

## Ehrungen
Nach ihm ist die Bahlmannstraße im „Neuen Dichterviertel“ in Münster benannt.

## Schriften
- Über die Bedeutung der Amidsubstanzen für die thierische Ernährung, Münster: Brunn 1885 (Erlangen, Univ., Phil. Diss., 1885).
- Ein Nachtrag zu Hennen, Trierer Heiligthumsbücher. In: Zentralblatt für Bibliothekswesen, Jg. 6 (1889), S. 458–460 (online).
- Die deutschen und niederländischen Inkunabeln der Königl. Paulinischen Bibliothek zu Münster i.W. In: Zentralblatt für Bibliothekswesen, Jg. 7, 1890, S. 96–99 (online).
- Noch einige deutsche Zeitungen des XVI. Jahrhunderts. In: Zentralblatt für Bibliothekswesen, Jg. 7, 1890, S. 142–144 (online).
- Die ehemalige Dombibliothek zu Münster i.W. In: Westdeutsche Zeitschrift für Geschichte und Kunst, 1891, Korrespondenz-Blatt, Sp. 84–89.
- Deutsche, insbesondere Hamburger Hochzeitsgedichte des XVII. und XVIII. Jahrhunderts. In: Zentralblatt für Bibliothekswesen, Jg. 9, 1892, S. 153–169 (online).
- Der Regierungsbezirk Münster. Seine Zusammensetzung, Eintheilung und Bevölkerung. Aschendorff, Münster 1893.
- Herm. Josema’s (i.e. Joh. Hammer’s) Praedicanten-Latein. In: Zentralblatt für Bibliothekswesen, Jg. 10, 1893, S. 271–275 (online).
- Die epischen Komödien und Tragödien des Mittelalters. In: Zentralblatt für Bibliothekswesen, Jg. 10, 1893, S. 463–470 (online).
- Die lateinischen Dramen der Italiener im 14. und 15. Jahrhundert. In: Zentralblatt für Bibliothekswesen, Jg. 11, 1894, S. 172–178 (online).
- Die Wiedertäufer zu Münster. Eine bibliographische Zusammenstellung, Münster: Regensberg 1894.
- Das älteste katholische Gesangbuch in niederdeutscher Sprache. In: Zentralblatt für Bibliothekswesen, Jg. 13, 1896, S. 232–239 (online).
- Jesuiten-Dramen der niederrheinischen Ordensprovinz, Leipzig: Harrassowitz 1896 (Zentralblatt für Bibliothekswesen, Beiheft; 15).
- Münsterische Lieder und Sprichwörter in plattdeutscher Sprache. Mit einer Einleitung über Münster’s niederdeutsche Litteratur. Münster: Regensberg 1896
- Rheinische Seher und Propheten Münster: Verlag von H. Mitsdörffers Buchhandlung Hans Ertl 1901.
- Volkssagen aus den Kreisen Tecklenburg und Iburg. Münster: Buchhandlung Adolf Schulte 1913.